# NGC 1631
NGC 1631 ist eine linsenförmige Galaxie vom Hubble-Typ SB0/a im Sternbild Eridanus am Südsternhimmel. Sie ist schätzungsweise 410 Millionen Lichtjahre von der Milchstraße entfernt und hat einen Durchmesser von etwa 185.000 Lichtjahren.

Im selben Himmelsareal befindet sich u. a. die Galaxie NGC 1640.
Das Objekt wurde am 11. Dezember 1835 von John Herschel entdeckt.